# Costa Occidental de Huelva
La Costa Occidental de Huelva est une comarque située dans la province andalouse de Huelva. Elle se situe au sud-ouest de la province. Elle jouxte le Portugal à l'ouest, la comarque métropolitaine de Huelva à l'est et la comarque de El Andévalo au nord. L'Océan Atlantique la borde au sud.
Elle comprend sept communes : Ayamonte, Cartaya, Isla Cristina, Lepe, San Silvestre de Guzmán et Villablanca.
Il s'agit d'un territoire récemment colonisé, situé à l'extrémité du bassin sédimentaire du Guadalquivir, ouvert sur l'Atlantique et frontalier du Portugal. La côte occidentale dispose d'un bon réseau d'infrastructures intérieures, qui l'ouvrent également vers le pays voisin.
L'économie de la zone est traditionnellement basée sur l'agriculture, la pêche (Isla Cristina et Lepe), ainsi que sur la sylviculture. Le secteur touristique connaît actuellement un plein développement sur le littoral, longtemps ignoré.
Une proportion non négligeable de la superficie de la comarque est protégée, par la Junta de Andalucía, l'Union européenne ou des organismes internationaux. Parmi ses espaces naturels les plus importants figurent : les lagunes côtières de Huelva, les marais du Río Piedras, la Flecha de Nueva Umbría (cordon de sable de 18 km), les marais de Isla Cristina et d'Ayamonte, la lagune de Prado Hondo, ainsi que diverses prairies et forêts de chênes-lièges.

## Source
- (es) Cet article est partiellement ou en totalité issu de l’article de Wikipédia en espagnol intitulé « Costa Occidental de Huelva » (voir la liste des auteurs).